# 水手5號
水手5号原本是水手4号的备份探测器，其原任务目标同样为火星。由于水手4号成功的完成了任务，水手5号的目标被更改为了金星。它在1967年10月17日达到距离金星最近处，此时与金星的距离为4000公里。由于安装了比水手2号更先进的探测器，它传回的数据更加丰富和详细。